# Mohsen Nourbakhsh
Mohsen Nourbakhsh (en persan : محسن نوربخش) est un économiste iranien né le 18 mai 1948 à Isfahan et mort le 23 mars 2003 à Chalous.
Après un diplôme en économie à l'université de Téhéran, il obtient un Ph.D en économétrie à l'université de Californie à Davis.
Il a été ministre de l'économie et des finances de 1989 à 1993. Il est devenu gouverneur de la Banque centrale d'Iran en 1994.
Il est décédé d'une crise cardiaque.